# Symbolistis argyromitra
Symbolistis argyromitra är en fjärilsart som beskrevs av Edward Meyrick 1904. Symbolistis argyromitra ingår i släktet Symbolistis och familjen stävmalar. Inga underarter finns listade i Catalogue of Life.